# November (película)
November es una película de 2004 de thriller psicológico proyectada en el Festival de Cine de Sundance en 2004. Es protagonizada por Courtney Cox como Sophie, una fotógrafa cuya vida se comienza a desmoronar debido a un incidente traumático el 7 de noviembre que involucró a su novio, interpretado por James LeGros. La película es coprotagonizada por Michael Ealy, Nora Dunn, Anne Archer, Nick Offerman, y Matthew Carey.
La película, independiente y de bajo presupuesto, estuvo dirigida por Greg Harrison, escrita por Benjamin Brand y Harrison, y producida por Danielle Renfrew y Gary Winick. Sony Pictures Classics la lanzó a los cines en los Estados Unidos el 22 de julio de 2005, y muchos críticos criticaron la historia de la película por ser demasiado ambigua y derivada de otras imágenes. Los críticos la han comparado con el trabajo de directores de cine como David Lynch y M. Night Shyamalan.

## Trama
En la tarde del 7 de noviembre, la fotógrafa Sophie Jacobs (Cox) y su novio abogado Hugh (LeGros) van a cenar a un restaurante chino. Mientras viajan de regreso a casa, Sophie tiene un deseo por "algo dulce" y detiene su auto en una tienda. Mientras Hugh está en la tienda comprando chocolate para Sophie, un hombre armado (Carey) llega, disparando al empleado de la tienda, a su hijo, y a Hugh, quien fallece. El criminal huye mientras Sophie llega.
Sophie se hunde en una profunda depresión, y no se atreve a borrar la voz de Hugh en el contestador automático de su apartamento. Ella consulta a su psiquiatra, la doctora Fayn (Dunn), sobre unos persistentes dolores de cabeza que ha estado teniendo desde la muerte de su novio. Ella le dice a Fayn que los dolores de cabeza comenzaron antes del incidente en la tienda, y que había estado teniendo un romance con su compañero de trabajo, Jesse (Ealy). Después de la muerte de Hugh, Sophie cena con su madre, Carol Jacobs (Archer), quien accidentalmente tira un vaso.
Durante una clase de fotografía en la universidad que ella enseña, Sophie coloca un proyector de diapositivas para los estudiantes, para así mostrar sus mejores fotografías. Una diapositiva muestra el exterior de la tienda en la tarde del 7 de noviembre. Sophie contacta al Oficial Roberts (Offerman), el jefe de la investigación en la tienda, quien está desconcertado como ella al no saber quién es el responsable de las fotografías. Los dolores de cabeza de Sophie continúan, y ella comienza a escuchar ruidos extraños que vienen de su edificio de apartamentos y voces misteriosas en el teléfono. Más tarde, el Oficial Roberts descubre que la fotografía de la tienda fue pagada con la tarjeta de crédito de Sophie.
La película presenta dos versiones diferentes de estos eventos, y Sophie debe descubrir cuál es real antes que pierda el control sobre su vida y su cordura. La segunda versión sugiere que Sophie estuvo presente en los disparos y se salvó sólo porque el tirador se quedó sin balas, y la tercera sugiere que Sophie y Hugh fueron asesinados. En palabras de Cox, su personaje "atraviesa tres fases. La primera es la negación. Luego ella se siente culpable y mal sobre la situación. Luego tiene que aprender a aceptarlo."
Según Greg Harrison, los eventos en la película donde las memorias de Sophie mientras ella y Hugh están muriendo en el piso de la tienda: "Cada movimiento de este recuerdo fue su proceso de llegar a un acuerdo con un terrible trauma, que fue ella asesinada sin ninguna razón, y fue algún tipo de acto de violencia que ella no podía afrontar". Él agregó que sintió que November era "abierta", que esperaba que la audiencia "llegara a historias hermosas que son diferentes de lo que yo lo ví".